# Teresa Sempere Jaén
María Teresa Sempere Jaén (Elx, juny de 1947 - 22 de març de 2023) fou una política valenciana, regidora a l'Ajuntament d'Elx (1979-2011), diputada al Congrés dels Diputats (1989-1996) i presidenta nacional del Partit Socialista del País Valencià (2012-2017).
Comença a militar en el Partit Socialista del País Valencià (PSPV) als començaments de la democràcia espanyola l'any 1976 i forma part del consistori il·licità des de la primera legislatura (1979). Va ser primera tinenta alcalde amb els distints batlles socialistes de la ciutat: Ramón Pastor, Manuel Rodríguez, Diego Macià i Alejandro Soler. Va estar al capdavant de les regidories responsables de política social i igualtat.
Va compaginar aquestes tasques amb les de diputada al Congrés dels Diputats per la circumscripció d'Alacant durant les dues legislatures iniciades amb les eleccions generals de 1989 i 1993 on va ser vocal de les Comissions parlamentàries de Política Social i Ocupació i dels Drets de la Dona, a més de ponent en l'elaboració d'informes sobre la pobresa en l'Estat espanyol i el Dret de Residència i Circulació de Minusvàlids. També va ser triada diputada provincial a la Diputació d'Alacant a partir de 1989.
A nivell orgànic Sempere va ocupar càrrecs a l'executiva local del PSPV, el 1986 es va integrar en el comitè nacional, ocupant una vocalia durant vuit anys. Entre 1991 i 1995 va ser membre del comitè federal del PSOE i també el 2004 va presidir l'executiva local a Elx. A més, estava afiliada al sindicat Unió General de Treballadors (UGT).
El 2011 va anunciar la seua retirada de la política activa, però un any després, amb l'arribada de Ximo Puig a la secretaria general del PSPV, Sempere gou nomenada presidenta nacional del PSPV, càrrec que ocuparà fins al següent congrés nacional de 2017.